# Tigrillos de la UANL
Tigrillos de la UANL ist die ehemalige Bezeichnung eines mexikanischen Fußballvereins aus San Nicolás de los Garza in Nuevo León, der als Farmteam des Club Tigres de la UANL fungiert. Die Mannschaft war im Laufe ihrer Mitwirkung in der zweitklassigen Primera División 'A' von 1996 bis 2009 in insgesamt sechs verschiedenen Städten und in ebenso vielen Bundesstaaten (einschließlich des Distrito Federal) vertreten.

## Geschichte
Der Club de Fútbol Tigrillos de la UANL wurde 1991 ins Leben gerufen und startete in der viertklassigen Tercera División, die der noch junge Verein bereits im dritten Jahr seiner Teilnahme gewann, wodurch im Sommer 1994 der Aufstieg in die drittklassige Segunda División gelang. Zwei Jahre später gewannen die Tigrillos auch diese Liga und stiegen im Sommer 1996 in die zweitklassige Primera División 'A' auf, in die aufgrund eines Korruptionsskandals gleichzeitig der Mutterverein UANL Tigres zwangsversetzt worden war. Somit spielten in der Saison 1996/97 sowohl die erste als auch die zweite Mannschaft der Tigres aus der Universidad Autónoma de Nuevo León in der zweiten Liga. Dieser Sachverhalt veranlasste den noch jungen Verein zu seiner ersten Umbenennung. Um sich hinsichtlich seines Namens noch mehr vom Mutterverein abzugrenzen, wurde die Bezeichnung „Autonóma“ gestrichen. In den Derbys gegen den Mutterverein, der sowohl das Hinrunden- als auch das Rückrundenturnier der Saison 1996/97 gewann und somit den unmittelbaren Wiederaufstieg in die erste Liga schaffte, schlugen sich die Tigrillos tapfer und unterlagen im Hinspiel nur mit 1:2 und erreichten im Rückspiel ein 1:1.
Bis 1999 spielten die Tigrillos unter ihrer neuen Bezeichnung weiterhin in San Nicolás de los Garza und erzielten ihren größten Erfolg mit dem Gewinn der Zweitligameisterschaft im Sommerturnier 1998. 1999 verzog der Tigres-Ableger in die im Bundesstaat Chihuahua gelegene US-Grenzstadt Ciudad Juárez und benannte sich in Tigres Juárez um. Dort erzielte die Mannschaft ihre größten Erfolge mit einem zweimaligen Viertelfinaleinzug im Kampf um die Meisterschaft in der zweiten Liga.
Im Sommer 2001 erfolgte ein erneuter Umzug nach Saltillo im Bundesstaat Coahuila, wo die Mannschaft bis 2003 unter der Bezeichnung Tigrillos Saltillo in Erscheinung trat und quasi über einen Lizenztausch den hier ansässigen Verein Saltillo Soccer übernahm. An diesem Spielort erzielte die Mannschaft ihren größten Erfolg mit dem Erreichen der Finalspiele im Sommerturnier 2002, das nach zwei dramatischen Begegnungen (einem 4:1-Heimsieg und einer anschließenden 0:3-Auswärtsniederlage) erst im Elfmeterschießen gegen Real San Luis verloren wurde.
Im Sommer 2003 wurden die Tigrillos nach Mexiko-Stadt transferiert, wo sie ein Jahr lang unter der Bezeichnung Tigrillos Coapa auftraten und zum Abschluss ihrer dortigen Zeit in der Clausura 2004 Gruppensieger wurden, aber bereits im Viertelfinale gegen den Club León unterlagen.
Im Sommer 2004 erfolgte ein weiterer Umzug, der die Mannschaft diesmal nach Los Mochis im Bundesstaat Sinaloa führte, wo sie drei Jahre lang als Tigres Broncos spielte. An ihrem neuen Spielort konnte die Mannschaft sich lediglich in ihrer ersten Halbsaison für die Liguillas qualifizieren, wo sie in zwei torreichen Begegnungen des Viertelfinals gegen den Querétaro Fútbol Club (2:3 und 2:2) unterlag. In den weiteren fünf Turnieren scheiterten die Broncos stets in der Gruppenphase.
Ein weiterer Umzug im Sommer 2007 führte die Mannschaft in die US-Grenzstadt Reynosa im Bundesstaat Tamaulipas, wo ihr unter der neuen Bezeichnung Tigres B in der Clausura 2008 endlich wieder die Qualifikation für die Liguillas gelang, wo sie diesmal im Viertelfinale nach zwei torlosen Begegnungen nur aufgrund der in der Punktspielrunde weniger erzielten Punkte gegen den Club Alacranes de Durango unterlag.
Ihr letzter Umzug im Sommer 2008 führte die Mannschaft an ihren Ausgangsort in San Nicolás de los Garza zurück, wo sie die letzte Saison in der Geschichte der Primera División 'A' bestritt, die im Sommer 2009 in die Liga de Ascenso umgewandelt wurde. Seither spielt die Reservemannschaft der Tigres wieder in der drittklassigen Segunda División.

## Erfolge
- Meister der Tercera División: 1993/94
- Meister der Segunda División: 1995/96
- Meister der Primera División 'A': Verano 1998
- Vizemeister der Primera División 'A': Verano 2002